# Kurzwort
Ein Kurzwort ist die kürzere Version eines Wortes, eines Wortgruppenlexems oder eines Syntagmas, die nicht nur geschrieben wird, sondern auch verkürzt gesprochen. Beispiele sind Lkw, UNO, EU oder Auto. Nicht zu den Kurzwörtern zählen Abkürzungen oder auch Schreibabkürzungen wie m für Meter, l für Liter. „Sie werden nur verkürzt geschrieben, aber in vollem Wortlaut gesprochen, sie besitzen keinen Wortstatus“ oder Siglen wie das kaufmännische Und-Zeichen oder das Paragrafzeichen.

## Typen von Kurzwörtern
Kurzwörter lassen sich nach verschiedenen Kriterien unterscheiden:
- danach, welcher Teil des ursprünglichen Wortes erhalten bleibt:
  - Kopfwort: Lok für Lokomotive; Auto für Automobil; Kilo für Kilogramm. Sehr oft besteht das Kurzwort wie in diesen Fällen aus den ersten ein oder zwei Silben des Ursprungswortes.
  - Endwort / Schwanzwort: Bus für Omnibus
  - Klammerwort / Klammerform / Klappwort: Kirschblüte für Kirschbaumblüte; Pappenstiel möglicherweise für Pappenblumenstiel[3] (Pappenblume ist niederdeutsch für Löwenzahn).
  - Rumpfwort: Lisa statt Elisabeth (Name)

- danach, ob nur Anfangsbuchstaben oder -silben zur Kürzung verwendet werden:
  - Akronym / Initialwort: AT, SPD, UNO, Pkw
  - Silbenkurzwort: Kripo, Schupo
  - Mischkurzwort aus Akronym und Silbenkurzwort: Unimog (Universalmotorgerät), Degussa (Deutsche Gold- und Silberscheideanstalt), AWO (Arbeiterwohlfahrt)

- danach, ob nur ein Teil des Ausgangswortes gekürzt wurde:
  - partielles Kurzwort: Pauschbetrag, S-Bahn, U-Boot, ABC-Waffen, D-Zug, G-Punkt, TV-Star, U-Bahn, U-Haft, Ü-Ei, V-Mann. (Diese Beispiele sind von formikonischen Wörtern zu unterscheiden.)

Man kann sie auch in unisegmentale Kurzwörter (Kopfwörter, Endwörter, Rumpfwörter) und multisegmentale Kurzwörter (Akronyme, Silbenwörter, Mischwörter, Klammerwörter) zusammenfassen.
Die Fachliteratur unterscheidet diese Typen noch weiter (vgl. Kobler-Trill 1994). Eine dynamische, am Sprachgebrauch orientierte Prototypologie, die ein Kontinuumsverhältnis von prototypischen und unprototypischen Belegen für spezifische Wirklichkeitsausschnitte postuliert, schlägt Michel (2006, 2014) vor.

## Funktion
Kurzwörter dienen dem menschlichen Streben nach Ökonomie, das heißt der Verminderung des Sprech- oder Schreibaufwandes. Sie haben aber auch noch weitere Funktionen: Sie dienen als Signal für soziale Dazugehörigkeit derer, die sich der Kurzwörter bedienen; sie erlauben zum Teil Wortbildungen (Ableitungen), die mit den längeren Gesamtwörtern nicht möglich sind wie etwa CDUler. Durch Wechsel zwischen den längeren Ausgangswörtern (Vollwörtern, Vollformen) und den Kurzwörtern ermöglichen sie Ausdrucksvariationen im Text. Bisweilen werden Kurzwörter auch als Euphemismen verwendet, so etwa SB für Selbstbefriedigung.